# 齊布利夫卡 (特羅斯佳涅齊區)
```
48°23′13″N
 
29°6′48″E

 / 

48.38694°N 29.11333°E

 / 
48.38694; 29.11333
```

齊布利夫卡（烏克蘭語：Цибулівка）是位於烏克蘭西部文尼察州裏海辛區的村莊，始建於1600年，面積6.24平方公里，海拔高度185米，2024年 （页面存档备份，存于）人口1,161，人口密度每平方公里302.37人。